# Chantal Jouvhomme
Chantal Jouvhomme, po mężu Taupin (ur. 7 lipca 1952, zm. 1 stycznia 2003) – francuska lekkoatletka, sprinterka i biegaczka średniodystansowa.
Zdobyła srebrny medal w sztafecie 4 × 2 okrążenia na halowych mistrzostwach Europy w 1973 w Rotterdamie (sztafeta francuska biegła w składzie: Colette Besson, Jouvhomme, Chantal Leclerc i Nicole Duclos), a w biegu na 400 metrów odpadła w półfinale. Na halowych mistrzostwach Europy w 1975 w Katowicach Jouvhomme odpadła w eliminacjach biegu na 800 metrów.
Trzykrotnie wystąpiła na uniwersjadach. W 1973 w Moskwie odpadła w eliminacjach biegu na 400 metrów, w 1975 w Rzymie zajęła 6. miejsce w biegu na 800 metrów, a w 1977 w Sofii odpadła w eliminacjach tej konkurencji.
Była mistrzynią Francji w biegu na 800 metrów w 1971, wicemistrzynią na tym dystansie w 1974 oraz brązową medalistką w 1975. Była również halową wicemistrzynią swego kraju w biegu na 800 metrów w 1974 i w biegu na 1500 metrów w 1972 oraz brązową medalistką w biegu na 400 metrów w 1973.
Dwukrotnie ustanawiała rekord Francji w sztafecie 4 × 800  metrów do wyniku 8:22,0 (31 maja 1975 w Bourges).
Rekordy życiowe Jouvhomme:
- bieg na 400 metrów – 54,8 (1973)
- bieg na 800 metrów – 2:05,5 (1974)